# Коломийський український аматорський театр
Коломийський український аматорський театр — створений у 1848 році Іваном Озаркевичем та Алоїзі Ляйтнером і групою аматорів акторів в Коломиї. Народний, аматорський театр — одна з перших театральних труп на теренах Галичини, давали вистави в Коломиї та в містечках Галичини.

## Передісторія
Класичне театральне мистецтво в Галичині з'явилося у часи, коли ця територія перейшла під австрійську управу в 1772 році. Щоб вдоволити потреби німецької демократії та переселених німецьких, австрійських чиновників та урядників, з Відня до Львова було прислано німецький театр Геттерсдорфа. Цей театр утримався у Львові майже сто років, але утримували його з державних фондів, після його успіху до Галичини зачастили з гастролями інші театральні труппи. Враження від тих вистав було сильне, і знайшло відгомін серед українських суспільних верств. Тому в на початку 19 століття в семінаріях їх виконавці почали ставити свої аматорські вистави, а магнати почали запрошувати пересувні австрійські, німецькі та польські театри до себе на гастроль, згодом вони почали формувати свої невеличкі театральні труппи. Більшість вистав гралося на німецькій та польській мові, оскільки не було саме українського драматичного матеріалу на теренах Галичини.
Театральні вистави українською мовою з'явилися тільки за доби національного відродження, яке розпочала «Руська трійця». Йосиф Лозинський видав у 1834 році своє «Руське весілля», себто збірку обрядових весільних пісень. Серед вихованців семінарії зародилася гадка відіграти на сцені це мужицьке весілля з його піснями й обрядами. Це була перша спроба ввести народну мову на сцену. В 30-х роках XIX століття серед прогресивної частини коломийської інтелігенції твердо сформувалася думка про нагальну потребу відродження української мови, народних звичаїв, культури. Цьому сприяли погляди Маркіяна Шашкевича, Якова Головацького та Івана Вагилевича — творців виданої у 1837 році збірки «Русалка Дністровая», ідеї якої знаходили в Коломиї найпалкіших прихильників і однодумців. Цей період заклав основи культурно-мистецьких традицій Коломиї. Але треба було чекати аж 1848 року, коли на хвилі австрійської революції, що дала черговий поштовх українському національному рухові, і виник український театр на теренах Галичини.

## Зачатки
В поступі українського руху славилася Коломия, особливо, своїми культурно-просвітницькими заходами. Тут постійно проводилися читання та народні гуляння під опікою відомих коломиян, та й адміністрація цісарська на те не зважала, навіть підтримувала. Оскільки, недавно сформований у Львові, орган українського самоврядування, так звана Головна руська рада, мала серед окружних філій найміцнішу в Коломиї, то саме Коломийська рада взяла на себе ініціативу створення українського аматорського театру. Організаторами виступили голова Коломийської ради Микола Верещинський, бургомістр Сильвестр Дрималин, священик Кобринський Йосафат Миколайович місцевий (автор українського цивільного «Букваря») і коломийський парох Іван Озаркевич. Останній був натхненником, ідеологом всієї цієї справи.
Багато коломиян відмічали талан володіння словом в свого пароха, та згодом вони дізналися, що він забезпечив молоду сцену українським репертуаром, якого раніше в Галичині не існувало. Тоді й отцю Івану стала в пригоді його дружба з багатьма видавцями та книжниками Коломиї і Чернівців, скориставшись з наявності в Коломиї друкованих текстів обох п'єс Івана Котляревського — «Наталка Полтавка» і «Москаль-чарівник», він прилаштував їх до місцевих умов. Перенісши дію з Полтавщини на Покуття, перередагувавши мову на місцеву покутську говірку, перейменувавши героїв на місцевий лад, замінивши пісні, які містили в собі східноукраїнські реалії, на пісні, що побутували на Покутті та інші правки. Таким чином Озаркевич здійснив те, що тепер має назву літературної адаптації, цей принцип мав широке застосування наприкінці XVII століття — першій половині XIX століття у всіх європейських театрах, коли запозичувалися з іншомовної драматургії тексти п'єс, які докорінно перероблялися на свій національний лад.

## «Дівка на виданню, або На милованнє нема силовання»— первісток
Діяльність Коломийського українського аматорського театру розпочалася виставою «Дівка на виданню, або На милованнє нема силовання» 21 травня за старим стилем (8 червня за новим стилем) 1848 року. Мистецьким керівником, режисером цієї події і всіх наступних вистав був австрійський офіцер-поручник Алоїз Ляйтнер, можливо, австрієць, а може, й чех за національністю, виконавцями були активісти українського національно-культурного руху в Коломиї.
Перша вистава викликала нечуваний ентузіазм не тільки серед українського населення, а й загальноміської публіки, до якої належали німецькомовні австрійці, чехи, євреї, а також поляки, хоча з боку останніх вживалися заходи щодо перешкод наступним українським виставам. Після цього першого успіху сподвижники українського театру мали намір щотижня, в четвер, давати українські вистави в Коломиї. Але, цей задум не міг бути зреалізований через не підготовленість другої вистави та брак репертуару загалом (отець Іван доопрацьовував ще кілька п'єс й намірювався їх видрукувати). Але особливо неприємним був опір польської громади та деякого чиновництва, які були заскочені таким рухом української громади, тому почали чинити опір цьому театрові. Але, незважаючи на таку ситуацію, друга вистава «Дівки на виданню…» відбулась, правда аж 10 вересня 1848 році, а через кілька неділь, вже було показано третю виставу, цього разу це була прем'єра «Жовніра-чарівника». Друга вистава отримала ще більше схвальних відгуків, й за коломийське «Товариство акторів під предводительством Ляйтнера» заговорила вся округа

## Репертуар
Головним автором репертуару театру був Іван Озаркевич, хоча це й були обробки творів Івана Котляревського, але їм, в літературному середовищі, таки надано авторство — Івана Озаркевича (за І.Котляревським) з таким формулюванням.
З-під пера І.Озаркевича вийшли нові версії Івана Котляревського:
- «Дівка на виданню, або На милованнє нема силовання» де Наталка стала Анничкою, виборний Макогоненко — десятником і тд..
- «Жовнір-чарівкик».

Як сказав Іван Франко: «Івану Озаркевичу хотілося подати Котляревського галичанам не в оригіналі, а в підгірськім киптарі».
- «Весілє, або Над цигана Шмагайла нема розумнішого», третьою обробка Озаркевича, в основі якої лежала п'єса теж східноукраїнського автора — слобожанина Степана Писаревського «Купала на Івана».

## Мистецький відгомін
Коломийський аматорський театр є унікальним явищем в історії розвитку театрального мистецтва України. Перший театр на західно-українських землях, заснований ще в 1848 році місцевим священиком Іваном Озаркевичем, не тільки не загубився в мороці історії, але й піднісся до нових творчих висот. Він сотворив унікальний культурний феномен Коломийського театру, що переніс через століття ту особливість світогляду покутян та Гуцульщини, акумулював навколо себе українських сподвижників й гуртував українське суспільство краю.
На шляху становлення Коломийського театру було чимало злетів і падінь, хоча фактично надовго театральний рух на Коломийщині не припинявся. Від «Наталки-Полтавки» Івана Котляревського, адаптованої до покутських реалій пером отця Озаркевича, і до «Довбуша» за Гнатом Хоткевичем пролягла віддаль довжиною в півтора століття. Але зберігалося обличчя цього театру, незважаючи на утиски польських, німецьких чи радянських чинників, послідовники Озаркевича, Ляйтнера завше трималися шляху народного театру, вибраного їх попередниками-сподвижниками.